# Demetri Ribes i Marco
Demetri Ribes i Marco (València, 1877 - 1921) fou un dels arquitectes valencians més rellevants de principis del segle xx.

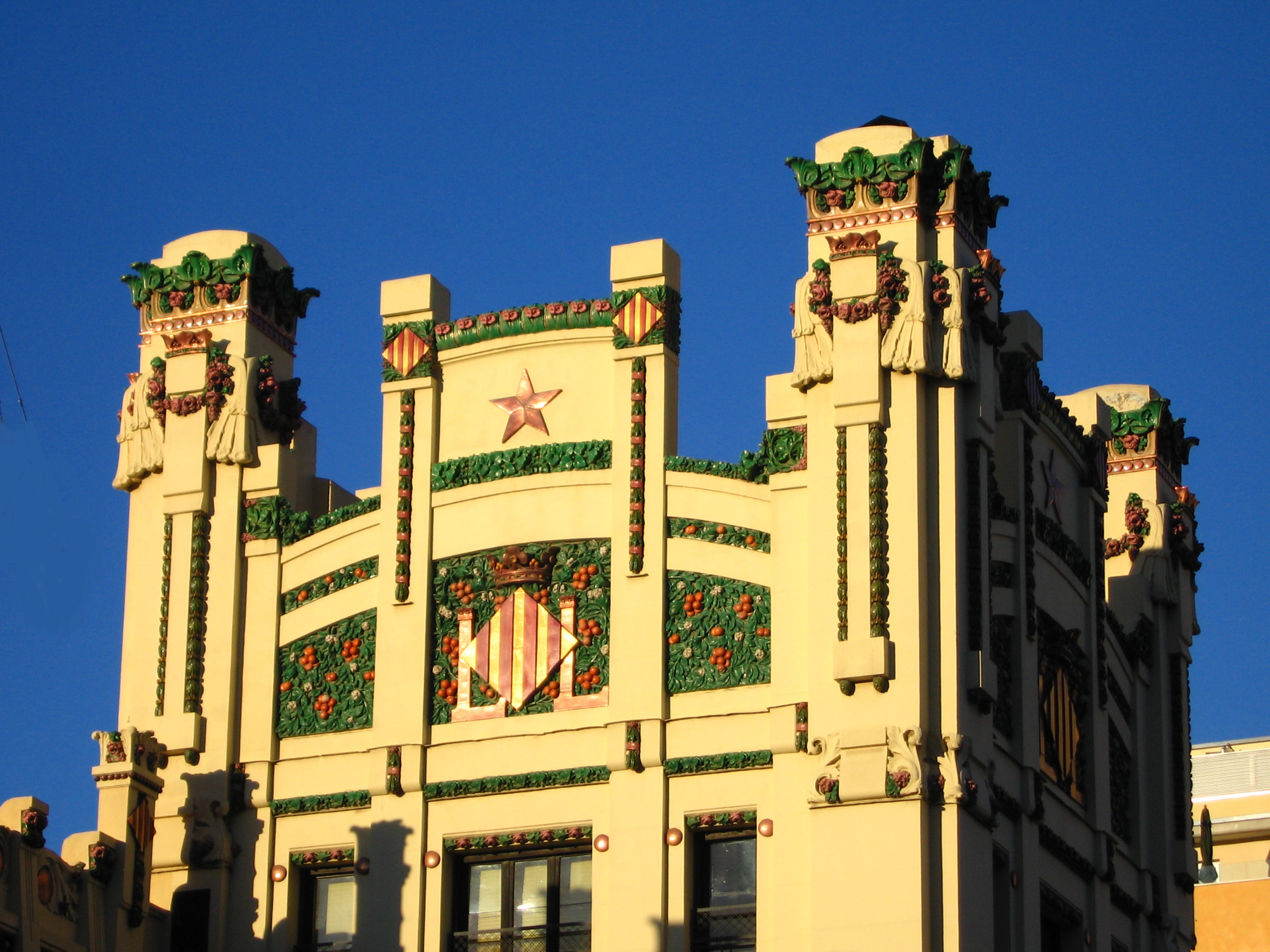
Detall de la façana de l'estació del Nord de València, de Demetri Ribes

## Biografia
Inicià la seua formació a Barcelona, en ciències fisicomatemàtiques, per traslladar-se després a Madrid, on estudià arquitectura. Fou allà que s'impregnà de tot el debat teòric del moment sobre opcions i corrents arquitectònics, com ara l'eclecticisme, el modernisme, el regionalisme o el racionalisme.
Al llarg de la seua vida, Ribes s'interessà i aprofundí en les teories del moment, des de les propostes d'Otto Wagner (representant del secessionisme vienés) fins a les pròpiament regionalistes de Leonardo Rucabado, i elaborà la seua pròpia versió que s'adapta a les noves necessitats i usos dels materials.
Home polifacètic i entusiasta que va morir a la primerenca edat de 46 anys, deixà un ample llegat patrimonial que pot ser contemplat i analitzat en cada un dels seus projectes i construccions.
L'anomenada Càtedra Demetrio Ribes, dependent de la Universitat de València i de la Conselleria d'Infraestructures de la Generalitat Valenciana, s'ha creat per, entre altres objectius, retre homenatge a aquest arquitecte valencià, un dels més interessants de la primeria del segle XX per la seua obra i trajectòria personal.

## Estacions de ferrocarril
|  |  |

L'obra arquitectònica de Demetri Ribes té un perfil predominantment industrial, per tal com bastí edificis fabrils, ferroviaris, oficines, garatges o magatzems. Va ser arquitecte facultatiu de la Companyia dels Camins de Ferro del Nord d'Espanya, del 1902 al 1921, ço és, tota la seua vida professional. Per a aquesta empresa, realitzà projectes ferroviaris, amb totes les instal·lacions que portaven implícites (tallers, rotondes, edificis, molls...), com ara els edificis bessons de l'estació del Norte o Príncipe Pío a Madrid, l'estació del Nord a Barcelona (1912, actualment estació d'autobusos), i l'estació del Nord a València, que és la seua obra més coneguda i reconeguda (1906), i que pertany al moviment modernista Sezession influenciat pel vienés Otto Wagner. L'estació del Nord de València és l'exemple més monumental i representatiu de la seua etapa modernista, i és, al seu torn, un paradigma del moviment secessionista. Aquesta estació, inaugurada el 1917, és també un dels monuments més representatius de la ciutat de València, i el primer que coneix el visitant que s'hi desplaça amb ferrocarril.

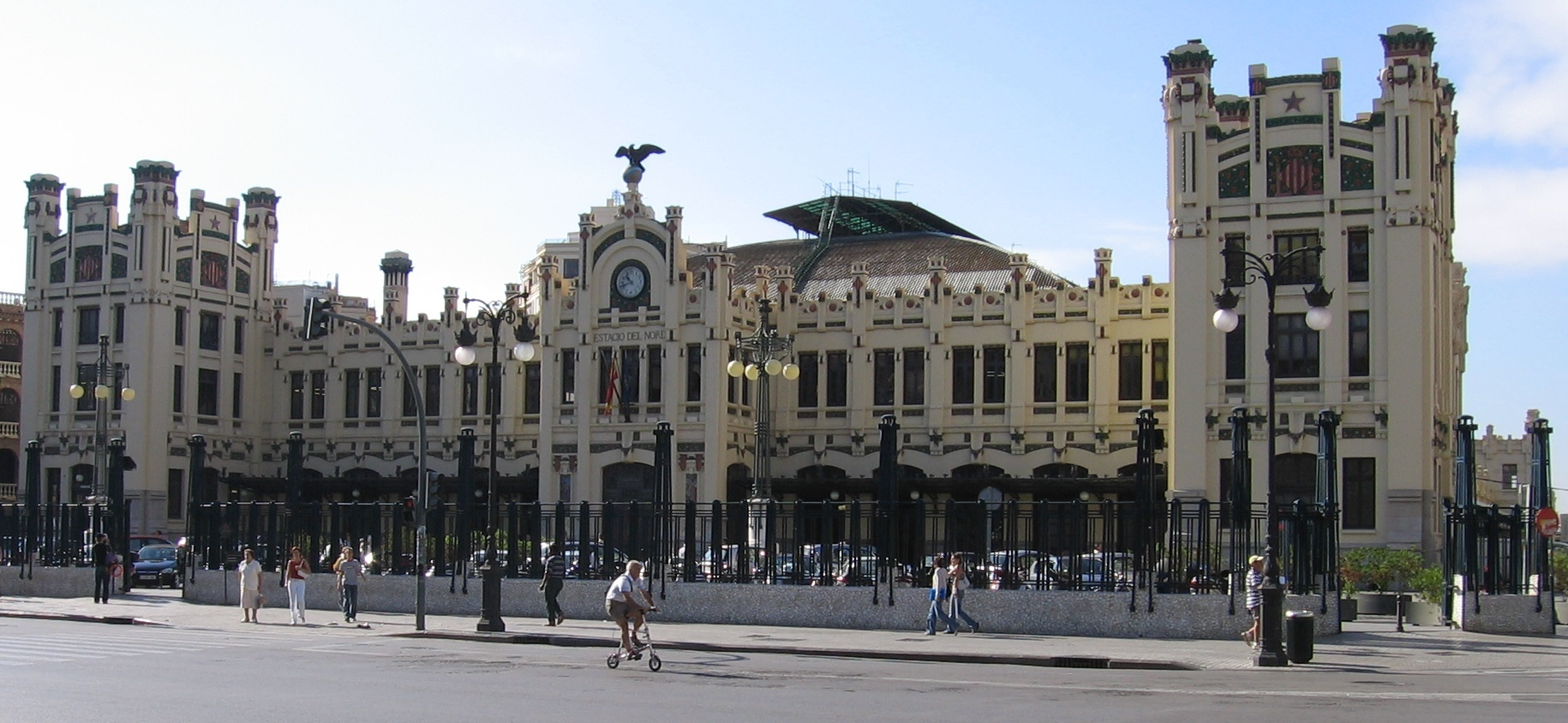
Façana de l'estació del Nord de València

|  |  |

## Edificis industrials
Al marge de l'activitat ferroviària, l'arribada del segle XX havia comportat noves tipologies arquitectòniques i, adaptant-se a les noves necessitats i usos de la ciutat, Ribes va realitzar a la ciutat de València garatges, magatzems i naus industrials de gran singularitat (el garatge "Gran Via" o el magatzem del carrer de la Fusta). També va treballar, com a consultor i assessor, per a altres contractistes com és el cas del mercat de Colom de Francesc Mora i Berenguer, i el 1916 va formar la seua pròpia empresa constructora amb J. Coloma. En aquesta faceta de contractista, va participar en la construcció dels docs comercials del port de València, en què cal destacar el fet que va ser l'iniciador de l'ús del formigó armat en les obres de construcció civil al País Valencià.

## Edificis civils
També es va dedicar a l'arquitectura de caràcter públic, com ara la casa de Correus i Telègrafs de Castelló, la plaça de bous de Xàtiva i l'asil institut de la marquesa de Sant Joaquim (Almirall Cadarso, núm 24, de València, actual Institut de Batxillerat Sant Vicent Ferrer). Dins la seua arquitectura civil, és on Ribes projecta i desenvolupa les seues facetes i aptituds més diverses, adaptades a la necessària funcionalitat requerida (eclecticisme, aplicació de la decoració en nous espais, correcta distribució espacial, ús del formigó armat...).
L'habitatge privat va ser un altre dels camps en què desenvolupà el seu programa arquitectònic. Realitzà obres a l'Eixample i a la Ciutat Vella de València. Reformà l'antic barri de Pescadors (zona de l'actual plaça de l'Ajuntament), feu cases barates i de renda, i fins i tot el seu propi habitatge unifamiliar. Entre els seus edificis d'habitatges més reeixits a la ciutat de València, destaca el de la Gran Via Marqués del Túria, núm. 1, carrer d'en Llop núm. 6 i els magatzems Ferrer, lamentablement enderrocats en els anys setanta del segle xx, a la plaça de Rodrigo Botet, l'edifici Bignés al carrer Pérez Pujol, núm. 5, o la seua pròpia casa al barri mariner del Cabanyal.